# 长果大头茶
长果大头茶（学名：Gordonia longicarpa）为山茶科大头茶属下的一个种。

## 扩展阅读
- 維基物種上的相關：长果大头茶